# Callipia
Callipia is een geslacht van vlinders van de familie spanners (Geometridae), uit de onderfamilie Larentiinae.

## Soorten
- C. aurata Warren, 1904
- C. balteata Warren, 1905
- C. brenemanae Sperry, 1951
- C. constantinaria Oberthür, 1881
- C. flagrans Warren, 1904
- C. fulvida Warren, 1907
- C. paradisea Thierry-Mieg, 1904
- C. parrhasiata Guenée, 1858
- C. rosetta Thierry-Mieg, 1904
- C. vicinaria Dognin, 1913